# Matei
Matei (Hongaars: Szentmáté) is een Roemeense gemeente in het district Bistrița-Năsăud.
Matei telt 2563 inwoners waaronder 1.041 Hongaren (41%). 
De gemeente bestaat uit 6 dorpen;
- Bidiu (Bödön)
- Corvineşti (Kékesújfalu)
- Enciu (Szászencs)
- Fântânele (Újős)
- Matei (Szentmáté)
- Moruţ (Aranyosmóric).

## Demografie
De dorpen Matei en Fantanele kennen een Hongaarse meerderheid:
- Matei 	?Szentmáté 	733 inwoners, waarvan 	606 Hongaren (82,8%)
- Fântânele 	/Újős 	650 inwoners, waarvan	410 Hongaren (63,4%)